# David H. Gambrell

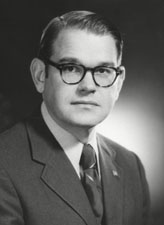
David H. Gambrell

David Henry Gambrell (* 20. Dezember 1929 in Atlanta, Georgia; † 6. Mai 2021 ebenda) war ein US-amerikanischer Politiker der Demokratischen Partei. Von 1971 bis 1972 saß er für den US-Bundesstaat Georgia im US-Senat. 

## Biographie
Gambrell wurde in Atlanta geboren, wo er auch aufwuchs. 1949 schloss er am Davidson College in Davidson ab. Den Juris Doctor erhielt er 1952 von der Harvard University. Anschließend diente er in der United States Army Reserve. Nach einer kurzen Tätigkeit als wissenschaftliche Hilfskraft an der Harvard University war er als Rechtsanwalt, am Ende als Partner, bei der Anwaltskanzlei King & Spalding in Atlanta tätig. 1963 gründete er mit Gambrell & Stolz seine eigene Kanzlei. Seitdem engagierte er sich unter anderem bei der Anwaltskammer von Atlanta sowie der Anwaltskammer des Staates Georgia. 
Von 1970 bis 1971 war Gambrell Vorsitzender der Demokratischen Partei in Georgia. Nach dem Tod von Richard B. Russell 1971 wurde er vom damaligen Gouverneur Jimmy Carter zu dessen Nachfolger im Senat ernannt. Während seiner kurzen Amtszeit war er Mitglied des United States Senate Committee on Banking, Housing, and Urban Affairs, des United States Senate Committee on Aeronautical and Space Sciences sowie des United States Senate Committee on Small Business and Entrepreneurship. Bei der parteiinternen Vorwahl für die stattfindende Senatswahl 1972 wurde der eher liberal eingeschätzte Gambrell vom eher konservativ eingeschätzten Sam Nunn geschlagen, welcher auch die Hauptwahl für sich entscheiden konnte. Gambrell kandidierte 1974 für das Amt des Gouverneurs von Georgia, landete nach den demokratischen Vorwahlen allerdings parteiintern nur auf Platz 4. 
Nach seinem kurzen Ausflug in die Politik war Gambrell unter anderem bei der Handelskammer von Georgia aktiv. Heute lebt er zurückgezogen in Atlanta.
Gambrell war mit Luck Flanders Gambrell verheiratet und ist Vater von vier Kindern. 

## Einzelnachweis
1. ↑  Obituary David Henry Gambrell